# Cassiopeidae
Cassiopeidae é uma família de medusas da ordem Rhizostomeae.

## Géneros
- Cassiopea Péron & Lesueur, 1809
- Toreuma Haeckel, 1880